# Bloedbad van Nanking
Het Bloedbad van Nanking of Bloedbad van Nanjing (vereenvoudigd Chinees: 南京大屠杀; traditioneel Chinees: 南京大屠殺; pinyin: Nánjīng dà túshā) is een grootschalige massamoord aangericht door het Japanse Keizerlijke Leger tijdens de Tweede Chinees-Japanse Oorlog. Het bloedbad begon na de inname door Japan van de toenmalige Chinese hoofdstad Nanjing (vroeger ook Nanking genoemd), na een beleg op 13 december 1937. De gebeurtenis staat ook bekend als de "verkrachting van Nanjing”.
Een einde is niet goed aan te geven, maar de slachting duurde voort tot aan begin februari 1938.
Tijdens de bezetting van Nanjing beging het Japanse Keizerlijke Leger ontelbare misdaden, zoals verkrachtingen, plunderingen, brandstichtingen en moord op krijgsgevangenen en burgers. Hoewel de executies begonnen onder het voorwendsel om als burgers verklede Chinese soldaten te elimineren, vielen er zeer veel slachtoffers onder de burgerbevolking. Veel mannen werden bewust ten onrechte geïdentificeerd als soldaat en nadat het moorden eenmaal was begonnen, werden er willekeurig mensen vermoord. Hierdoor werden ook talloze vrouwen en kinderen slachtoffer.
Het onderwerp zelf en de schaal waarop de moordpartijen plaatsvonden is nog steeds het onderwerp van fel debat tussen Japan en China. In China wordt het aantal burgerslachtoffers geschat op 300 000. Japanse schattingen lopen uiteen: van 100 000 tot 200 000. Sommige extremisten beweren zelfs dat er slechts enkele honderden burgers zijn gedood of dat er geen bloedbad heeft plaatsgevonden.
Over het algemeen erkennen Westerse landen de schatting van 300 000 doden. Gedeeltelijk is dit te danken aan ooggetuigenverslagen en bewaard gebleven foto's en archeologisch onderzoek. Op basis hiervan achtte het Proces van Tokio het bloedbad bewezen. Het succes van Iris Changs De verkrachting van Nanking versterkte de bekendheid van het bloedbad in het Westen en de schatting van 300 000 doden.
Discussies over de massamoord zorgen nog steeds voor spanningen in de relatie tussen Japan en China.

## Historische achtergrond

### Invasie van China
In augustus 1937, in het midden van de Tweede Chinees-Japanse Oorlog, kreeg het Japanse Keizerlijke Leger te maken met sterk verzet en leed zware verliezen tijdens de Slag bij Shanghai. De slag was zeer bloedig, aangezien beide partijen wegens uitputting overgingen tot gevechten van man tot man.
Op 5 augustus 1937 ratificeerde de Japanse keizer Hirohito een voorstel van het leger om (internationale) restricties op de behandeling van Chinese gevangenen op te heffen. In hetzelfde voorstel werd stafofficieren geadviseerd om de term "krijgsgevangenen" niet meer te gebruiken. Deze voorstellen versterkten al bestaande neigingen tot wreedheden binnen het Japanse Keizerlijke Leger. Een factor die hier eveneens toe bijdroeg was de bekendheid die de "Wedstrijd om 100 mensen te onthoofden" kreeg.

### Opmars naar Nanjing
Tijdens de opmars van Japan naar Nanjing voerde het Chinese leger een tactiek van de verschroeide aarde uit. Doelen als militaire barakken, woningen, het Chinese Ministerie van Communicatie, bossen, zelfs hele dorpen en andere zaken die de naderende Japanners van waarde zouden kunnen zijn, werden vernietigd. De geschatte waarde hiervan was 20–30 miljoen Amerikaanse dollar, gemeten naar de waarde van 1937.

### Veiligheidszone Nanjing
In 1937 woonden veel westerse zakenlieden, missieleden en diplomaten in Nanjing, toen de hoofdstad van China. Tijdens de bombardementen van Nanjing vertrokken de meesten. De overgebleven 22 man vormde het Internationale Comité voor de Veiligheidszone Nanjing. De Duitse zakenman John Rabe werd gekozen als voorzitter. Het Comité vestigde de Veiligheidszone Nanjing in het westelijke deel van de stad. De Japanse regering had ingestemd geen delen van de stad aan te vallen waarin geen Chinese soldaten waren. Het Comité sprak met de Chinese regering af dat het haar soldaten uit dit stadsdeel weg zou halen. Tot op zekere hoogte respecteerden de Japanners deze zone. Afgezien van een paar verdwaalde kogels werd de zone niet gebombardeerd of onder vuur genomen. Na inname vonden ook in deze zone moorden plaats, maar veel minder dan daarbuiten.

### Het beleg en de inname van de stad
Op 7 december gaf het Japanse Keizerlijke Leger een commando uit aan alle troepen dat soldaten die "illegale daden begaan", "het Japanse leger onteren", "plunderen", "brand veroorzaken, zelfs wegens onachtzaamheid" streng zouden worden gestraft.
Het Japanse Keizerlijke Leger ging verder met zijn opmars en brak op 9 december door de Chinese verdedigingslinies buiten de stadsmuren. Tegen de middag werden pamfletten in de stad gedropt waarin opgeroepen werd tot overgave van Nanjing binnen 24 uur:
Het 1 miljoen man sterke Japanse leger heeft [Changsu] al veroverd. We hebben Nanjing-stad omsingeld... Het Japanse leger zal geen genade tonen tegenover hen, die verzet tonen [en] hen met uiterste gestrengheid behandelen, maar zal geen onschuldige burgers kwaad doen of Chinese militairen die zich niet vijandig tonen. Het is onze oprechte wens de Oost-Aziatische cultuur te beschermen. Als uw troepen doorgaan met vechten, is oorlog in Nanjing onvermijdelijk. De cultuur die duizend jaar heeft doorstaan zal in as worden gelegd en de regering die tien jaar heeft bestaan zal verdwijnen. Deze opperbevelhebber richt zich tot uw troepen uit naam van het Japanse leger. Open de poorten van Nanjing op vreedzame wijze en volg instructies op.
De Japanners verwachtten een antwoord. Toen de volgende dag om 13.00 uur nog geen Chinese koerier was gekomen, gaf generaal Matsui Iwane opdracht om Nanjing met geweld in te nemen. Op 12 december, na twee dagen van Japanse aanvallen met zware artillerie en bombardementen, gaf de Chinese generaal Tang Sheng-chi zijn mannen bevel zich terug te trekken. Er volgde een algemene chaos. Sommige Chinese soldaten ontdeden burgers van hun kleren in een wanhopige poging om onder te duiken. Veel anderen werden in de rug geschoten door hun eigen collega's terwijl ze probeerden te vluchten. Degenen die erin slaagden om buiten de stadsmuren te komen, vluchtten in noordelijke richting naar de Yangtze, waar ze merkten dat er geen vaartuigen waren om hen mee te nemen. Sommigen sprongen in het koude water waar ze verdronken.
Op 13 december trokken de Japanners de ommuurde stad binnen waar ze nauwelijks op tegenstand stuitten.

## Begin van de verschrikkingen

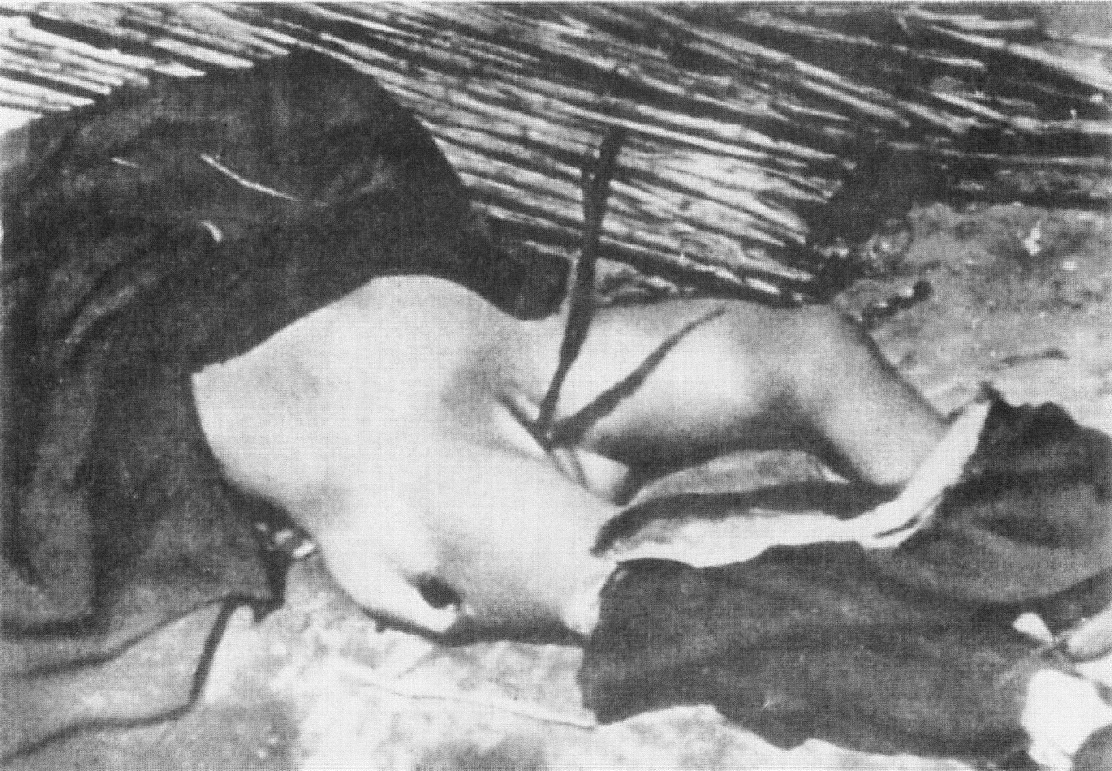
Een dood slachtoffer

Ooggetuigenverklaringen stellen dat gedurende een periode van zes weken volgend op de val van Nanjing Japanse troepen zich bezighielden met verkrachting, moord, diefstal en brandstichting. De meest betrouwbare verklaringen komen van buitenlanders die ervoor kozen om achter te blijven om Chinese burgers te beschermen. Hieronder zijn de dagboeken van John Rabe en Minnie Vautrin. Andere zijn de verklaringen van overlevenden van de massamoord. Nog meer is bekend van ooggetuigenverklaringen van journalisten, zowel Westerse als Japanse, en logboeken van militairen. De Amerikaanse missionaris John Magee bleef achter om het bloedbad op film en foto vast te leggen. De verklaringen van enkele Japanse veteranen over hun betrokkenheid kunnen hieraan worden toegevoegd.
Tijdens de belegering en val vormde een groep van achtergebleven buitenlanders onder leiding van John Rabe een vijftien man tellend Internationaal Comité. Dit Comité maakte een deel van Nanjing tot Nanjing Veiligheidszone om de burgerbevolking te beschermen. Hoewel de Veiligheidszone meerdere malen werd geschonden door het Japanse leger, is het waarschijnlijk dat de zone het leven van velen heeft kunnen redden. Rabe en Lewis S.C. Smythe, de secretaris van het Internationaal Comité en eveneens de professor sociologie aan de Universiteit van Nanjing en de missionaris, documenteerden slachtingen door Japanse troepen en dienden klachten in bij de Japanse ambassade.

### Verkrachtingen
Dertig kinderen werden afgelopen nacht van de taalschool gehaald en vandaag hoorde ik veel hartverscheurende verhalen van meisjes die afgelopen nacht van hun huis werden weggehaald – een van de meisjes was slechts twaalf jaar... Vanavond passeerde een vrachtauto met daarin acht of tien meisjes, en terwijl ze passeerden, schreeuwden ze "Ging ming! Ging ming!" – Red ons leven. (Minnie Vautrins dagboek, 16 december 1937.)
Het is een verschrikkelijk verhaal om te vertellen; ik weet niet waar ik moet beginnen of moet eindigen. Nooit heb ik gehoord van een dergelijke wreedheid. Verkrachting: We schatten ten minste 1.000 gevallen per nacht en vele per dag. Bij verzet of iets dat lijkt op afkeuring is er de bajonettensteek of de kogel. (James McCallum, brief aan zijn familie 19 december 1937)
Het Internationaal Militair gerecht voor het Verre Oosten verklaarde dat 20.000 (en misschien 80.000) vrouwen waren verkracht, van kleine kinderen tot bejaarden. Verkrachtingen werden vaak overdag en en plein public uitgevoerd, soms voor de ogen van echtgenoten en familieleden. Veel verkrachtingen werden systematisch uitgevoerd; jonge vrouwen werden via huis-aan-huis-zoekacties meegenomen en onderworpen aan groepsverkrachting. Onmiddellijk daarna werden ze vermoord, vaak na te zijn verminkt. Een zwangere vrouw werd door een aantal Japanse soldaten verkracht. Kort daarna bracht ze haar kind ter wereld, het was gezond. Volgens sommige getuigenissen werden andere vrouwen gedwongen tot prostitutie als "troostmeisjes". Er zijn zelfs verhalen hoe Japanse soldaten families dwongen tot incest. Zonen werden gedwongen hun moeders te verkrachten, vaders gedwongen tot verkrachting van hun dochters. Monniken die een celibatair leven hadden gekozen werden gedwongen om vrouwen te verkrachten voor het amusement van de Japanners. Elke tegenstand werd beantwoord met onmiddellijke executie.
Hoewel de meeste verkrachtingen meteen na de val van de stad plaatsvonden, bleven ze tijdens de hele Japanse bezetting voorkomen.

### Moord

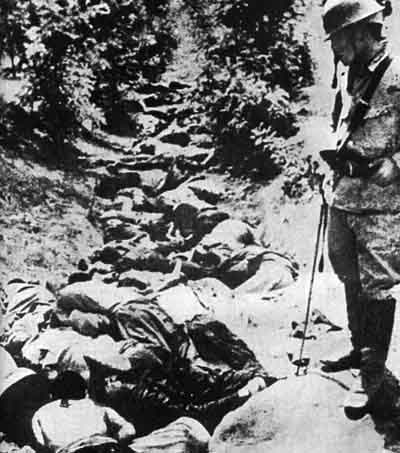
Gedode Chinese burgers bij Xuzhou (of Hsuchow)

Verschillende buitenlandse bewoners van Nanjing vertrouwden hun ervaringen over wat er in de stad gaande was toe aan het papier. Robert Wilson in een brief aan zijn familie: De slachting van burgers is verschrikkelijk. Ik zou pagina's lang kunnen vertellen over gevallen van verkrachting en ongelooflijke wreedheden. Twee lichamen vol bajonetsteken zijn de enige overlevenden van zeven straatvegers die in hun hoofdkwartier zaten toen Japanse soldaten zonder waarschuwing en reden binnenvielen en vijf van hen doodden en twee verwonden, die uiteindelijk in het ziekenhuis belandden.
John Maggee in een brief aan zijn vrouw. Ze doden niet alleen elke gevangene die ze kunnen vinden, maar ook veel gewone burgers van alle leeftijden... Slechts gisteren zagen we een arme gedode stumper vlak bij het huis waar we wonen.
Robert Wilson in een andere brief aan zijn familie: Ze [Japanse soldaten] staken een kleine jongen dood met een bajonet en ik was anderhalf uur bezig met het opknappen van de wonden van een andere kleine jongen van acht die vijf bajonetwonden had, waaronder één die doorgedrongen was tot zijn maag. Een deel van het omentum lag buiten het abdomen. Onmiddellijk na de val van de stad joegen Japanse soldaten op voormalige soldaten. Tijdens deze jacht werden duizenden jonge mannen gevangengenomen. Velen werden naar de Yangtze vervoerd, waar ze neergeschoten werden met machinegeweren, zodat de lichamen naar Shanghai zouden drijven. Anderen werden gebruikt als levend materiaal voor bajonettraining. Onthoofding was een populaire manier van executie; drastischer manieren waren verbranding, vastnagelen aan bomen, levend begraven en ophanging aan de tong. Sommige mensen werden doodgeslagen. De Japanners executeerden ook veel voorbijgangers op straat, gewoonlijk onder het voorwendsel dat ze soldaten in burgerkleding zouden kunnen zijn.
Duizenden werden weggebracht en massaal geëxecuteerd in greppels van 300 meter lang en vijf meter breed. Deze greppels worden wel "tienduizend-lijken-greppels" genoemd. Omdat geen gegevens werden bijgehouden, lopen schattingen over het aantal slachtoffers begraven in de greppel uiteen van 4000 tot 20 000. De meeste onderzoekers en historici vermoeden dat het aantal rond de 12 000 slachtoffers ligt. Vrouwen en kinderen werden niet gespaard voor de verschrikkingen van het bloedbad. Regelmatig sneden Japanse soldaten bij vrouwen de borsten af, verwijderden lichaamsdelen of sneden bij zwangere vrouwen de buik open en haalden de foetus eruit. Getuigen herinneren zich dat Japanse soldaten baby's in de lucht gooiden om ze op te vangen op hun bajonet. Veel vrouwen werden eerst verkracht en daarna vermoord.

### Diefstal en brandstichting
Er is geschat dat ongeveer twee derde van de stad vernietigd werd als gevolg van brandstichting. Volgens verhalen werden zowel nieuwe overheidsgebouwen als burgerhuizen door Japanse soldaten in de as gelegd. Ook waren er aanzienlijke vernielingen in het gebied buiten de stadsmuren. Soldaten plunderden rijk en arm. Doordat er nauwelijks meer verzet werd geboden door Chinese soldaten en burgers, waren de Japanners vrij om de kostbaarheden van de stad onder elkaar te verdelen. Het resultaat was wijdverspreide plunderingen en diefstal. Generaal Matsui Iwane werd een kunstverzameling ter waarde van 2 000 000 dollar gegeven die gestolen was van een Chinese bankier.

## Schattingen van het aantal slachtoffers

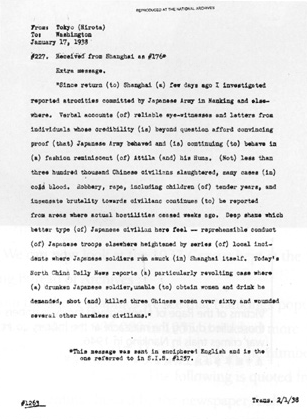
Manchester Guardian correspondent H.J. Timperley schreef dit telegram, dat werd tegengehouden door de Japanse censors in Shanghai. Het telegram werd doorgestuurd naar de Japanse Ambassade in Washington, D.C. op 17 januari 1938 door de Japanse minister van buitenlandse zaken Kōki Hirota. Daar werd het telegram onderschept en ontcijferd door de Amerikanen.
"Sinds mijn terugkeer naar Shanghai (een) paar dagen geleden onderzocht ik berichten van wreedheden begaan door het Japanse leger in Nanjing en elders. Verhalen (van) betrouwbare ooggetuigen en brieven van personen wier geloofwaardigheid boven elke twijfel zijn verheven verschaffen overtuigend bewijs (dat) het Japanse leger zich heeft gedragen en nog steeds gedraagt (op een) manier (die) herinnert (aan) Atilla en zijn Hunnen. (Niet) minder dan driehonderdduizend Chinese burgers afgeslacht, vaak in koelen bloede."

Er is veel onenigheid over de omvang van de oorlogsmisdaden in Nanjing, vooral over het aantal slachtoffers. De meningsverschillen zijn voornamelijk gebaseerd op de definitie van "slachtoffer", wat tot het gebied Nanjing kan worden gerekend (en wat niet) en de duur van de slachtingen.

### Gebied en tijdsduur
Volgens een voorzichtig gezichtspunt moet het gebied waar de gebeurtenissen plaatsvonden worden beperkt tot de zogenoemde Veiligheidszone, een paar vierkante kilometer van de stad waar veel burgers zich verzamelden na de val van de stad. Veel Japanse historici gebruiken het feit dat gedurende de Japanse inval er slechts 200 000 tot 250 000 burgers in Nanjing waren, zoals gerapporteerd door John Rabe, als argument om aan te geven dat 300 000 slachtoffers een enorme overdrijving is.
Veel historici rekenen echter een veel groter gebied rondom de stad zelf ook tot de locatie van het bloedbad. In dit gebied, dat onder andere het district Xiaguan (de noordelijke wijken van Nanjing) en andere gebieden aan de randen van de stad omvat, woonden voorafgaand aan de Japanse bezetting 535 000 tot 635 000 mensen. Sommige historici rekenen ook de zes departementen van de toenmalige Speciale Gemeente Nanjing tot Nanjing.
De tijdsduur van de gebeurtenissen wordt zeer sterk beïnvloed door de grootte van het gebied. Hoe groter het gebied, hoe eerder de Japanners er binnentrokken en hoe langer de duur van de gebeurtenissen. De Slag om Nanjing eindigde op 13 december 1937 toen divisies van het Japanse leger de ommuurde stad Nanjing binnentrokken. Het Tokio Oorlogstribunaal definieerde de periode van de slachting tot de zes weken die daarop volgden. Conservatievere schattingen zeggen dat de slachting begon na het binnentrekken van de Veiligheidszone op 14 december en dat ze zes weken duurde. Historici die het begin van het bloedbad laten samenvallen met het moment dat het Japanse leger de Jiangzu provincie binnentrok, gaan uit van midden november tot begin december en laten de periode doorlopen tot eind maart 1938. Logischerwijs komen zij dan op veel meer slachtoffers.

### Definitie van de slachtoffers
Een ander punt is wie als slachtoffer telt. Alle geschiedschrijvers zijn het erover eens dat talloze burgers zijn gedood in Nanjing. Gedurende de oorlog in China nam geen partij veel krijgsgevangenen. Het Japanse leger executeerde regelmatig gevangengenomen of Chinese soldaten die zich over hadden gegeven. Ze executeerden eveneens veel mannen die ze ervan verdachten guerrillastrijders te zijn en die zich verborgen onder de gewone bevolking. Hoeveel onschuldige burgers er op deze manier ten onrechte beschuldigd en geëxecuteerd werden is niet bekend.
Hoewel alle historici het erover eens zijn dat de gedode burgers als slachtoffers tellen, bestaat er onder hen verschil van mening over de legitimiteit van verschillende groepen/categorieën slachtoffers. Soldaten die tijdens gevechtshandelingen werden gedood, gevangengenomen, soldaten die zich over hebben gegeven en die meteen daarna geëxecuteerd werden, guerrilla's in burgerkleding, soldaten in burgerkleding die zich onder de burgerbevolking schuilhielden, burgers die ten onrechte van guerrilla-activiteiten werden beschuldigd, vrouwen, kinderen en ouderen, mensen die zonder meer burgers waren, maar evengoed zijn gedood. Problematisch hierbij is dat archieven, zoals begrafenisdata, alleen aantallen geven en niet tot welke groep het slachtoffer behoorde. Daarom verschaffen ze geen inzicht wie terecht of onterecht is meegeteld in het aantal slachtoffers van het bloedbad.

### Diverse schattingen
Het Internationale Militaire Tribunaal voor het Verre Oosten schatte, in twee ogenschijnlijk tegenstrijdige rapportages, dat meer dan 200 000 en meer dan 100 000 burgers en krijgsgevangenen waren vermoord gedurende de eerste zes weken van de bezetting. Deze aantallen waren gebaseerd op gegevens van begrafenissen doorgegeven door liefdadigheidsorganisaties (waaronder Rode Swastika en de Chung Shan Tang, onderzoek werd gedaan door Smythe en enkele schattingen die gedaan zijn door overlevenden. In het vonnis van Luitenant Generaal Hisao Tani, bevelhebber van de zesde divisie, door het Nanjing Oorlogsmisdaden Tribunaal werd een aantal van 300 000 doden genoemd. Deze schatting was gemaakt op basis van begrafenisgegevens en ooggetuigenverslagen. Er werd geconcludeerd dat 190 000 illegaal waren geëxecuteerd op verschillende executieplaatsen en 150 000 een voor een waren gedood. Het dodenaantal van 300 000 is de officiële schatting die op de stenen muur van de Herdenkingshal in Nanjing is gegraveerd.
Sommige moderne Japanse historici, zoals Kasahara Tokushi van Tsuru Universiteit en Fujiware Akira, professor emeritus van de Hitotsubashi Universiteit, betrekken het hele gebied van de "Speciale Gemeente Nanjing" in hun schatting en komen tot ongeveer 200 000 doden. Andere Japanse historici komen, afhankelijk van hun definitie van het gebied en de duur van de slachting, op een aantal doden van 40 000 tot 300 000. Momenteel variëren in China de meeste schattingen tussen de 200 000 en 400 000 doden. Er zijn (in China) geen belangrijke historici die beneden de 100 000 komen.
De Chinese documentaire "Een meter bloed voor een meter land" (一寸河山一寸血) vermeldt –gebaseerd op de bewijzen bij het Tokio Tribunaal- dat 340 000 Chinese burgers de dood vonden in Nanjing tijdens de invasie. 150 000 door bombardementen en beschietingen tijdens de vijfdaagse slag, en 190 000 in het daaropvolgende bloedbad.

## Veroordelingen
Het Proces van Tokio berechtte generaal Iwane Matsui voor "misdaden tegen de menselijkheid" en veroordeelde hem ter dood. Tijdens zijn berechting probeerde Matsui lagere divisiecommandanten de schuld te geven, vermoedelijk om de hoogste bevelhebber, prins Asaka te beschermen. De divisiecommandanten Hisao Tani en Rensuke Isogai werden in 1947 door het Nanjing Tribunaal ter dood veroordeeld. Volgens de afspraak die generaal Douglas MacArthur met Hirohito had gemaakt zouden de keizer en leden van de keizerlijke familie niet worden berecht. Prins Asaka, die hoogste in rang was tijdens het hoogtepunt van de verschrikkingen, was daarom slechts getuige tijdens het Tokio Tribunaal. Asaka ontkende alle slachtingen en beweerde nooit klachten omtrent het gedrag van zijn troepen te hebben ontvangen.

## Historiografie en debat

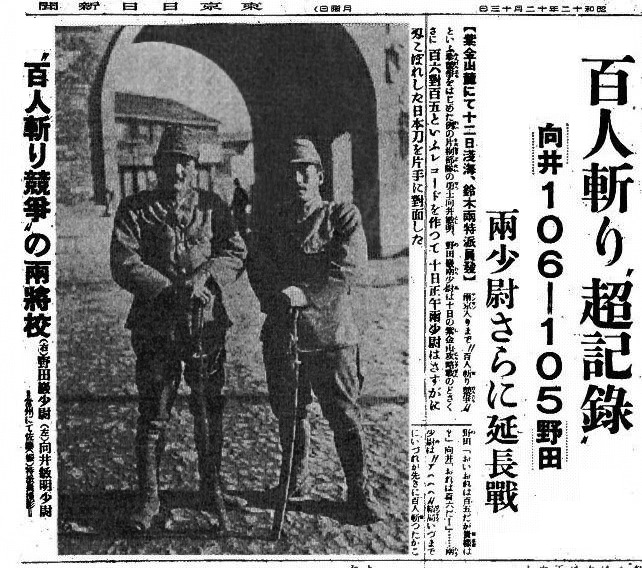
Twee Japanse officieren, Toshiaki Mukai en Tsuyoshi Noda houden een wedstrijd wie het eerst honderd mensen kan doden (met een zwaard). De vetgedrukte kop van het artikel is, "'Ongelofelijk record' (in de Wedstrijd om 100 mensen met een zwaard te doden): Mukai (links) en Noda —beiden Tweede luitenant—, gaan de verlenging in"

Momenteel hebben zowel China als Japan erkend dat er oorlogsmisdaden hebben plaatsgevonden. Meningsverschillen over de geschiedschrijving van deze gebeurtenissen leiden nog steeds tot grote spanningen tussen Japan en China.
Van de verschrikkingen werd eerst verslag gedaan door westerse verslaggevers die zich in de Veiligheidszone bevonden. Bijvoorbeeld Harold Timperly, correspondent voor de Manchester Guardian probeerde op 11 januari 1938 zijn schatting van "minstens 300 000 gedode Chinese burgers" door te zenden. Zijn boodschap werd doorgezonden van Shanghai naar Tokio door Kōki Hirota, om naar Japanse ambassades in Europa en de VS te verzenden. Dramatische rapportages van Amerikaanse journalisten over Japanse wreedheden en het Panay-incident waren een factor in het verschuiven van de Amerikaanse publieke opinie tegenover Japan. Dit had weer een aantal acties (wapen- en olieembargo) ten gevolg die mede leidden tot de Japanse aanval op Pearl Harbor.

### Belangstelling in Japan na 1972
Belangstelling voor het Bloedbad van Nanking verflauwde tot 1972, het jaar waarin Japan en China normale diplomatieke betrekkingen aangingen. In China onderdrukte Mao Zedong het noemen van het Bloedbad van Nanking door media en publiek om de nieuwe vriendschap met Japan hierdoor niet te laten overschaduwen. Daardoor speelde het hele debat over de kwestie tijdens de jaren zeventig zich af in Japan. Ter ere van het herstel van normalisatie betrekkingen publiceerde de vooraanstaande Japanse krant Asahi Shimbun een serie artikelen onder de naam "Reizen in China", geschreven door de schrijver Katsuichi Honda. In de artikelen wordt in detail verteld over wreedheden van het Japanse leger in China, waaronder het Bloedbad van Nanking, waaronder het verhaal over de "wedstrijd" tussen twee Japanse officieren wie het eerst 100 mensen kon doden (met zwaard).
Of dit verhaal waar is, wordt betwist en critici gebruiken dit om alle artikelen en het bestaan van het Bloedbad van Nanking zelf aan te vechten. Dit wordt beschouwd als het begin van de controversie in Japan over het Bloedbad van Nanking. Het debat of de moorden en verkrachtingen echt zijn gebeurd, vond vooral plaats in de jaren zeventig. Verklaringen van de Chinese regering kwamen onder vuur omdat ze te veel zouden zijn gebaseerd op persoonlijke getuigenissen en anekdotisch bewijs. Ook kwamen de begrafenisgegevens en foto's van het Tokio Oorlogstribunaal onder vuur. Deze zouden vervalsingen door de Chinese regering zijn. Aan de andere kant lijken recente opgravingen en nieuwe evaluatie door historici aan te geven dat het aantal juist is onderschat, omdat geen rekening is gehouden met het grote aantal vluchtelingen in Nanjing, afkomstig uit andere provincies. In de Japanse uitgave van The Last Emperor zijn delen die over het Bloedbad gaan door de distributeur uit de film verwijderd.

### Het schoolboek van Ienaga
Het debat laaide weer op in 1982 toen het Japanse Ministerie van Onderwijs iedere verwijzing naar het bloedbad uit een studieboek voor de middelbare school censureerde. De reden die het ministerie gaf was dat het bloedbad geen geaccepteerd historisch feit was. De auteur van het boek, professor Saburō Ienaga, spande een rechtszaak aan tegen het ministerie en wist die uiteindelijk te winnen in 1997. Een aantal Japanse ministers en enige bekende politici hebben door de jaren heen het begaan van wreedheden door het Japanse Keizerlijke Leger tijdens de Sino-Japanse oorlog en Tweede Wereldoorlog in twijfel getrokken. Wanneer dergelijke uitspraken in de openbaarheid kwamen volgden protesten van onder andere China en Zuid-Korea. Hierdoor werden sommige politici gedwongen om hun functie neer te leggen. In antwoord hierop heeft een aantal Japanse journalisten en historici een onderzoeksgroep gevormd om de slachtpartij onder de aandacht te brengen. De onderzoeksgroep heeft grote hoeveelheden archiefmateriaal en getuigenissen van zowel Chinese als Japanse bronnen verzameld.

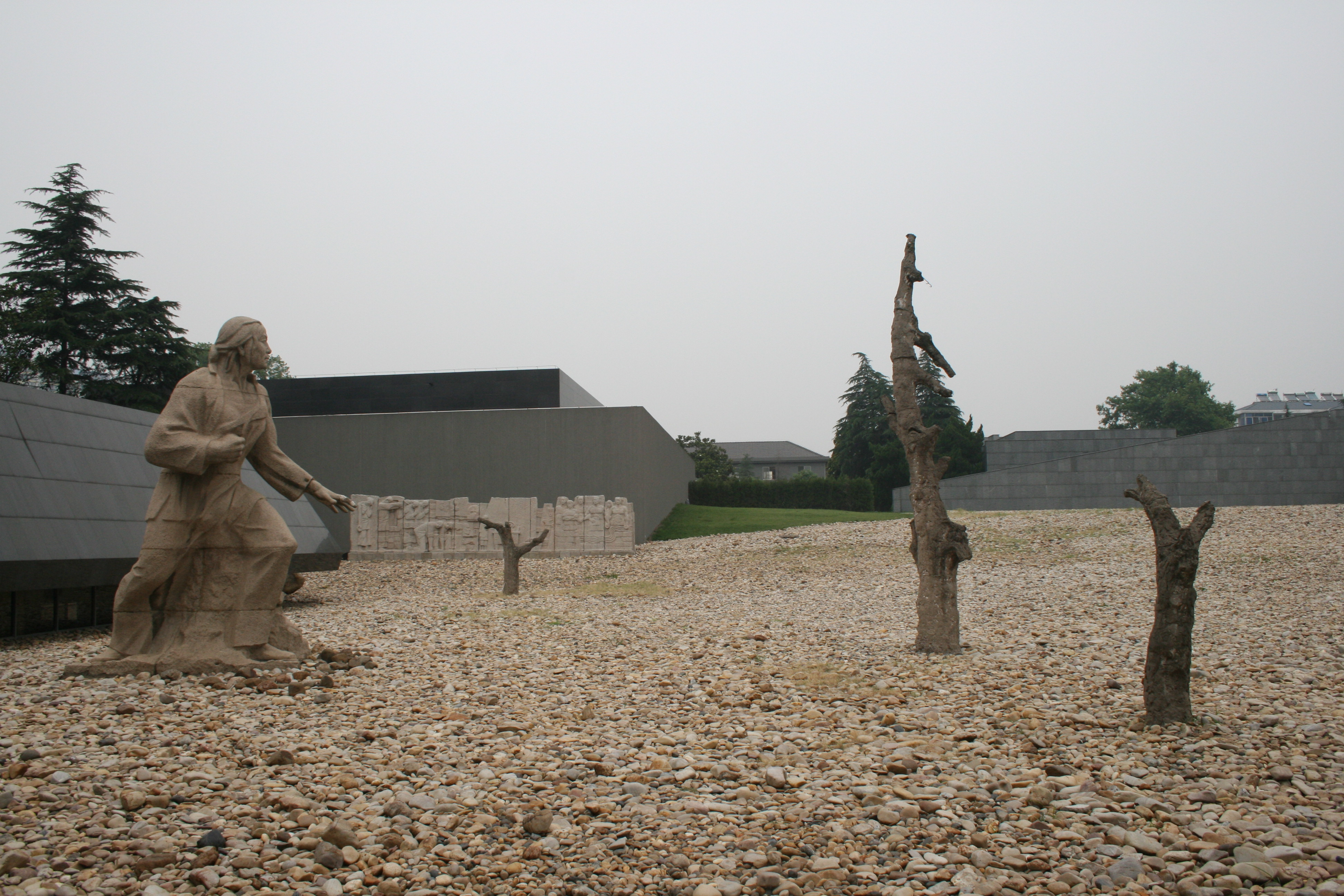
Gedenkteken